# Xinfu (Xinzhou)
Xinfu (chinesisch 忻府区, Pinyin Xīnfǔ Qū) ist ein chinesischer Stadtbezirk, der zum Verwaltungsgebiet der bezirksfreien Stadt Xinzhou in der Provinz Shanxi in China gehört. Er hat eine Fläche von 1.984 Quadratkilometern und zählt 577.089 Einwohner (Stand: Zensus 2020) und umfasst das Zentrum von Xinzhou.

## Administrative Gliederung
Auf Gemeindeebene setzt sich der Stadtbezirk aus drei Straßenvierteln, sechs Großgemeinden und elf Gemeinden zusammen.
Diese sind:
Straßenviertel: 
- 南城街道,  Nánchéng Jiēdào
- 长征街街道,  Chángzhēng Jiē Jiēdào
- 新建路街道,  Xīnjiàn Lù Jiēdào

Großgemeinden:
- 播明镇,  Bōmíng Zhèn
- 奇村镇,  Qícūn Zhèn
- 三交镇,  Sānjiāo Zhèn
- 庄磨镇,  Zhuāngmó Zhèn
- 豆罗镇,  Dòuluō Zhèn
- 董村镇,  Dǒngcūn Zhèn

Gemeinden:
- 曹张乡,  Cáozhāng Xiāng
- 高城乡,  Gāochéng Xiāng
- 秦城乡,  Qínchéng Xiāng
- 解原乡,  Jiěyuán Xiāng
- 合索乡,  Hésuǒ Xiāng
- 阳坡乡,  Yángpō Xiāng
- 兰村乡,  Láncūn Xiāng
- 紫岩乡,  Zǐyán Xiāng
- 西张乡,  Xīzhāng Xiāng
- 东楼乡,  Dōnglóu Xiāng
- 北义井乡,  Běiyìjǐng Xiāng